# Per Bergerud
Per Bergerud (ur. 28 czerwca 1956 w Flesberg) – norweski skoczek narciarski, reprezentant klubu Svene I.L. z miejscowości Flesberg, trzykrotny medalista mistrzostw świata
Na arenie międzynarodowej, pierwszym jego dużym sukcesem było zwycięstwo w zawodach Pucharu Świata w 1980 na mamuciej skoczni w Vikersund. W 1981 drugi raz wygrał konkurs PŚ, tym razem w Engelbergu. Kolejnym jego dużym osiągnięciem było 3. miejsce w końcowej klasyfikacji Turnieju Czterech Skoczni 1981/1982 i wygrana w jednym z konkursów tego turnieju zaliczanym do PŚ (Innsbruck). W tym samym sezonie zdobył także złoty medal na Mistrzostwach Świata 1982 w drużynie (wspólnie z Johanem Sætre, Ole Bremsethem i Olavem Hanssonem). W kolejnym roku odniósł czwarte (i ostatnie) zwycięstwo na zawodach PŚ – znów w Engelbergu. Podczas MŚ 1985 w Seefeld in Tirol wywalczył dwa medale indywidualne – złoty na skoczni dużej (pokonując bezpośrednio Jariego Puikkonena i Mattiego Nykänena), a na normalnej brązowy (przegrał z Jensem Weißflogiem i Andreasem Felderem). Po sezonie 1984/1985 zakończył karierę sportową. Zwyciężył indywidualnie 8 razy w mistrzostwach kraju.

## Igrzyska olimpijskie
| Miejsce | Dzień     | Rok  | Miejscowość | Konkurs                         | Wynik     | Strata   | Zwycięzca             |
| ------- | --------- | ---- | ----------- | ------------------------------- | --------- | -------- | --------------------- |
| 43.     | 7 lutego  | 1976 | Innsbruck   | Skocznia normalna indywidualnie | 204,0 pkt | 48,0 pkt | Hans-Georg Aschenbach |
| 26.     | 15 lutego | 1976 | Innsbruck   | Skocznia duża indywidualnie     | 179,7 pkt | 55,1 pkt | Karl Schnabl          |
| 18.     | 17 lutego | 1980 | Lake Placid | Skocznia normalna indywidualnie | 224,0 pkt | 42,3 pkt | Toni Innauer          |
| 16.     | 23 lutego | 1980 | Lake Placid | Skocznia duża indywidualnie     | 224,8 pkt | 46,2 pkt | Jouko Törmänen        |
| 45.     | 12 lutego | 1984 | Sarajewo    | Skocznia normalna indywidualnie | 160,1 pkt | 55,1 pkt | Jens Weißflog         |

## Mistrzostwa Świata
| Miejsce | Dzień       | Rok  | Miejscowość      | Konkurs                         | Wynik     | Strata    | Zwycięzca      |
| ------- | ----------- | ---- | ---------------- | ------------------------------- | --------- | --------- | -------------- |
| 11.     | 18 lutego   | 1978 | Lahti            | Skocznia normalna indywidualnie | 239,3 pkt | 13,9 pkt  | Matthias Buse  |
| 3.      | 22 lutego   | 1978 | Lahti            | Skocznia normalna drużynowo     | 396,6 pkt | 47,2 pkt  | NRD            |
| 19.     | 26 lutego   | 1978 | Lahti            | Skocznia duża indywidualnie     | 218,6 pkt | 38,0 pkt  | Tapio Räisänen |
| 1.      | 26 lutego   | 1982 | Oslo             | Skocznia duża drużynowo         | 718,5 pkt | -         | -              |
| 11.     | 28 lutego   | 1982 | Oslo             | Skocznia duża indywidualnie     | 231,0 pkt | 26,9 pkt  | Matti Nykänen  |
| 6.      | 26 lutego   | 1984 | Engelberg        | Skocznia duża drużynowo         | 516,2 pkt | 102,1 pkt | Finlandia      |
| 1.      | 20 stycznia | 1985 | Seefeld in Tirol | Skocznia duża indywidualnie     | 224,2 pkt | -         | -              |
| 7.      | 22 stycznia | 1985 | Seefeld in Tirol | Skocznia duża drużynowo         | 482,7 pkt | 100,3 pkt | Finlandia      |
| 3.      | 26 stycznia | 1985 | Seefeld in Tirol | Skocznia normalna indywidualnie | 214,6 pkt | 10,7 pkt  | Jens Weißflog  |

## Puchar Świata w skokach narciarskich

### Miejsca w klasyfikacji generalnej
- sezon 1979/1980: 17
- sezon 1980/1981: 8
- sezon 1981/1982: 6
- sezon 1982/1983: 5
- sezon 1983/1984: 12
- sezon 1984/1985: 9

### Miejsca na podium chronologicznie
1. Vikersund (2 marca 1980) – 1. miejsce
2. Garmisch-Partenkirchen (1 stycznia 1981) – 2. miejsce
3. Bischofshofen (6 stycznia 1981) – 3. miejsce
4. Harrachov (10 stycznia 1981) – 3. miejsce
5. Engelberg (25 stycznia 1981) – 1. miejsce
6. Innsbruck (3 stycznia 1982) – 1. miejsce
7. Sapporo (15 stycznia 1982) – 2. miejsce
8. Planica (27 marca 1982) – 2. miejsce
9. Cortina d’Ampezzo (18 grudnia 1982) – 3. miejsce
10. Sankt Moritz (26 stycznia 1983) – 2. miejsce
11. Engelberg (30 stycznia 1983) – 1. miejsce
12. Bischofshofen (6 stycznia 1984) – 2. miejsce
13. Liberec (15 stycznia 1984) – 3. miejsce
14. Lake Placid (16 grudnia 1984) – 3. miejsce
15. Sapporo (9 lutego 1985) – 3. miejsce